# 勝田治美
勝田 治美（かつた はるみ、11月17日 - ）はテアトル・エコー所属の女性声優。本名：宮川 治美（みやがわ はるみ）。千葉県出身。

## 出演

### テレビアニメ
- 3丁目のタマ うちのタマ知りませんか?（1993年、ノラ〈初代〉）

### OVA
- 朱鷺色怪魔（1989年、先生）

### 劇場アニメ
- 銀河鉄道の夜（1985年、街の人々）
- 11ぴきのねことあほうどり（1986年、ネコI）

### 吹替え
テレビドラマ
- 頑固じいさん孫3人 第18話（1987年、ウェイトレス）

アニメ
- ピーター・パン（1996年、タイガー・リリー）

- 東京ディズニーランド
  - ピーターパン空の旅（タイガー・リリー）